# Нотр-Дам (Індіана)
Нотр-Дам (англ. Notre Dame) — переписна місцевість (CDP) в США, в окрузі Сент-Джозеф штату Індіана. Населення — 7234 особи (2020).

## Географія
Нотр-Дам розташований за координатами 41°42′1″ пн. ш. 86°14′19″ зх. д. / 41.70028° пн. ш. 86.23861° зх. д. (41.700276, -86.238656).  За даними Бюро перепису населення США в 2010 році переписна місцевість мала площу 3,30 км², з яких 3,13 км² — суходіл та 0,17 км² — водойми.

## Демографія
Згідно з переписом 2010 року, у переписній місцевості мешкали 5973 особи в 231 домогосподарстві у складі 23 родин. Густота населення становила 1810 осіб/км².  Було 239 помешкань (72/км²).
Расовий склад населення:
| - 84,0 % — білих - 7,4 % — азіатів - 2,8 % — чорних або афроамериканців - 0,2 % — корінних американців - 0,1 % — вихідців з тихоокеанських островів - 1,5 % — осіб інших рас |

До двох чи більше рас належало 4,1 %. Частка іспаномовних становила 9,9 % від усіх жителів.
За віковим діапазоном населення розподілялося таким чином: 0,6 % — особи молодші 18 років, 97,1 % — особи у віці 18—64 років, 2,3 % — особи у віці 65 років та старші. Медіана віку мешканця становила 20,4 року. На 100 осіб жіночої статі у переписній місцевості припадало 111,5 чоловіків;  на 100 жінок у віці від 18 років та старших — 111,3 чоловіків також старших 18 років.
Медіана доходів становила 22 315 доларів для чоловіків та 18 214 долари для жінок. 
Цивільне працевлаштоване населення становило 2233 особи. Основні галузі зайнятості: освіта, охорона здоров'я та соціальна допомога — 53,7 %, мистецтво, розваги та відпочинок — 24,0 %, роздрібна торгівля — 4,4 %, інформація — 4,1 %.